# Özcan Alper
Özcan Alper (nascut el 1975) és un director de cinema i guionista turc d’ascendència hemxin.
Va estudiar al Trabzon Lisesi. El 1992 es va traslladar a Istanbul per estudiar a la Facultat d'Enginyeria de la Universitat d'Istanbul al Departament de Física i després es va traslladar a la Facultat de Literatura de la Universitat d'Istanbul on va estudiar Història de les Ciències i es va graduar el 2003.
Des de 1996, es va interessar pel cinema i va participar en tallers organitzats pel Centre de Cultura de Mesopotàmia, la Casa de Cultura de Nâzım (ara rebatejada com a Centre de Cultura Nâzım Hikmet). A partir de l'any 2000 va començar a col·laborar en pel·lícules sota la supervisió del director de cinema Yeşim Ustaoğlu.
Després de ser ajudant de direcció del curt "Toprak", va filmar "Momi" com el seu primer curtmetratge com a director principal. També va rodar el documental Tokai City'de Melankoli ve Rapsodi al Japó després d'un altre documental titulat Bir Bilimadamıyla Zaman Enleminde Yolculuk.
El 2008, Alper va estrenar el seu primer llargmetratge "Sonbahar" (Tardor) amb múltiples premis com a nouvingut, entre ells al Premi del Cinema Europeu al descobriment europeu de l'any dels 22ns Premis del Cinema Europeu.
Va seguir amb una altra pel·lícula aclamada per la crítica Gelecek Uzun Sürer que també ha guanyat importants premis.

## Filmografia

### Llargmetratges
- 2006: Saklı Yüzler (assistent de director)
- 2008: Sonbahar
- 2010: Kars Öyküleri (només guionista)
- 2011: Gelecek Uzun Sürer
- 2015: Rüzgarın Hatıraları
- 2022: Asiklar Bayrami
- 2023: Karanlık Gece[3]

### Curtmetratges
- 1999: Toprak as assistant director (short film)
- 2001: Momi, director (short film)

### Documentals
- Tokai City'de Melankoli ve Rapsodi
- Bir Bilimadamıyla Zaman Enleminde Yolculuk

## Premis
El 2022 va rebre el premi Directors del Festival de Cinema de Bogazici, va dedicar el premi a Şebnem Korur Fincancı, el president de l'Associació Mèdica Turca.